# Kenkichi Tomimoto
Kenkichi Tomimoto (富本憲吉?, Tomimoto Kenkichi; Ando, 5 giugno 1886 – Kyoto, 8 giugno 1963) è stato un ceramista giapponese, considerato un Tesoro nazionale vivente.

## Biografia
La famiglia Tomimoto era benestante e proveniva da Ando, un villaggio della prefettura di Nara. Entrato nel dipartimento di progettazione della scuola d'arte di Tokyo, attuale università di belle arti e musica di Tokyo, nel 1908 andò a studiare a Londra, dove s'interessò alle opere di William Morris e Whistler. Dopo il ritorno in Giappone nel 1910, divenne strettamente associato a Bernard Leach e iniziò la sua attività come ceramista di talento nel 1915, con un gusto raffinato e facendo rivivere lo spirito della tradizione. Ricevette l'incarico di progettare un grande ripiano zelkova laccato giapponese chiamato kingin-sai kazari tsubo per la sala delle udienze Ume-no-Ma del Palazzo imperiale di Tokyo. Nel 1944 divenne professore presso la scuola delle belle arti di Tokyo, e nel 1950 primo professore alla sezione ceramica del dipartimento di artigianato all'università delle arti di Kyoto, dove morì di cancro ai polmoni.

## Vita privata

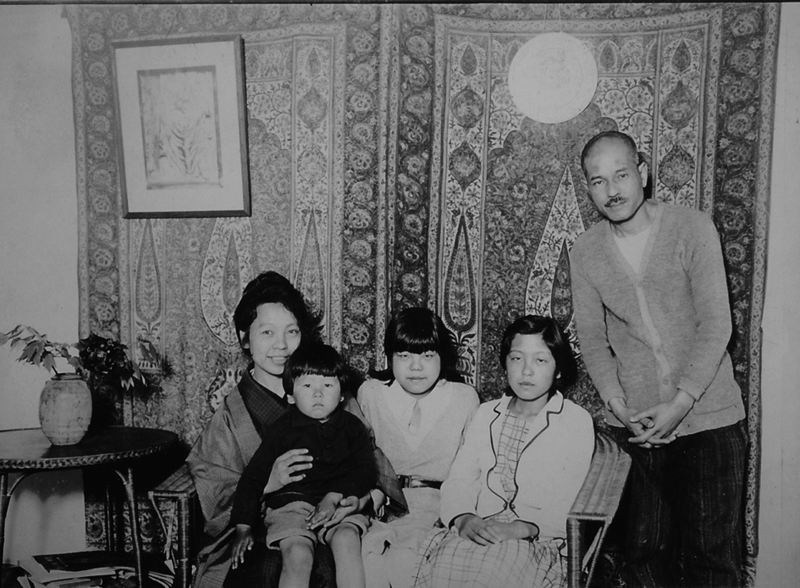
La famiglia Tomimoto nei primi anni trenta.

Nel novembre 1914 sposò la scrittrice femminista Kazue Otake (1893-1966) e si trasferirono a Nara. Ebbero due figlie, l'editrice Yō Takai (1915-1982) e la pianista Sue Tomimoto (1917-1998), e un figlio, il regista Sōkichi Tomimoto (1927-1989), ma in seguito si separarono per molti anni a causa della crescente pressione che le veniva imposta per diventare una moglie e madre tradizionale. Kazue allevò le loro figlie, insegnando dei valori allora considerati radicali. Nel 1928, Kazue e Yō furono arrestate per aver partecipato a una protesta sindacale, cosa che gli causò pubblica vergogna. Nel 1945, subito dopo la sconfitta, divorziarono a causa delle loro estreme differenze politiche: Kazue indossava un kimono da uomo, rovinava la reputazione imperialista del marito cominciando a incolparlo per non essersi opposto alla guerra e aveva tendenze lesbiche.

## Riconoscimenti

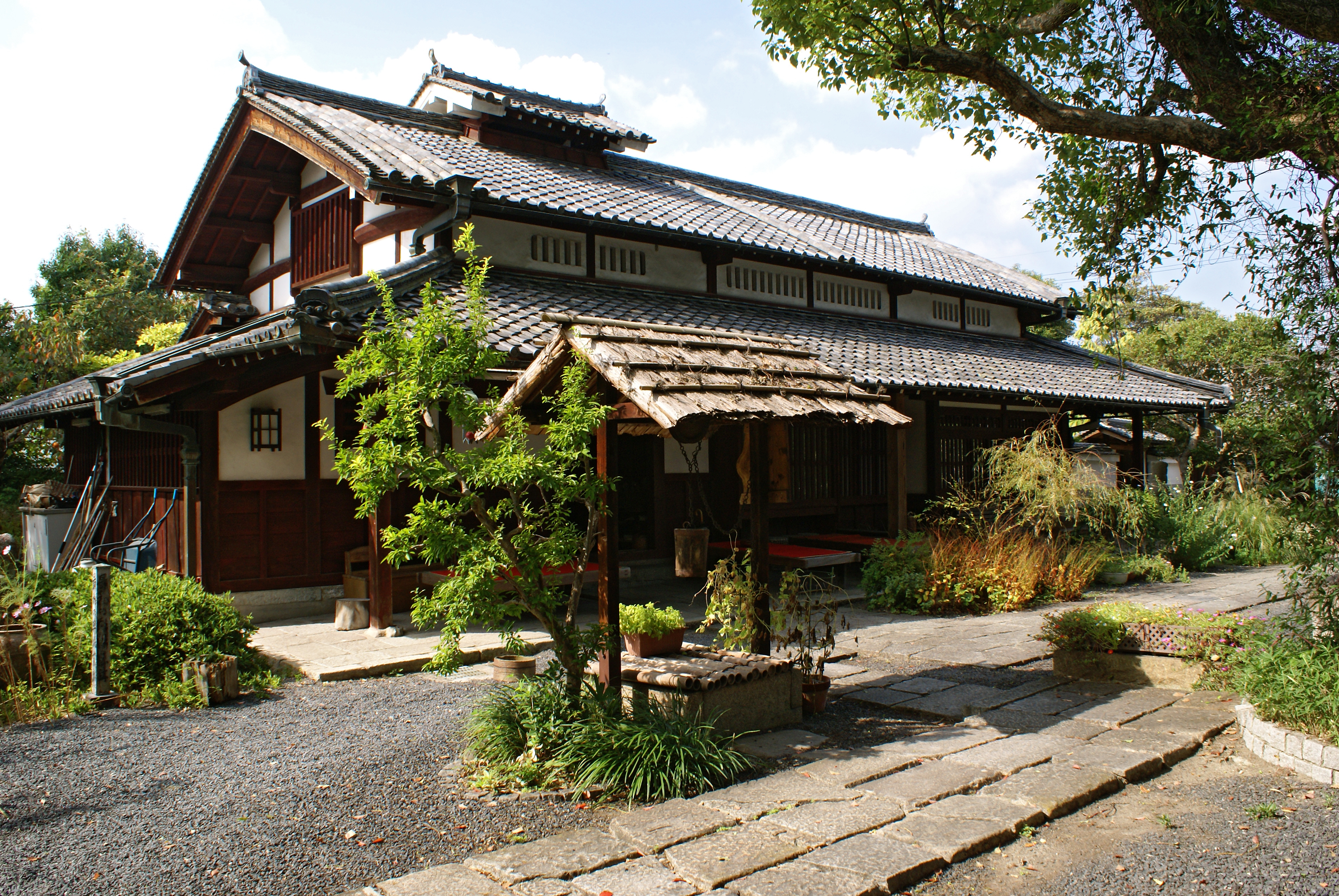
Il Kenkichi Tomimoto Memorial Hall.

- Fu destinatario dell'Ordine della Cultura nel 1961, e anche nominato Tesoro nazionale vivente nel 1955.
- Il Kenkichi Tomimoto Memorial Museum in suo onore venne aperto nel 1974 ad Ando. Il suo lavoro è conservato anche in molti altri musei in tutto il mondo.

## Opere scritte
- Tehen zakki (窯辺雑記? lett. "Note miste sull'artigianato della porcellana"), nel 1925;
- Rakuyaki kōtei (楽焼工程? lett. "Il processo di cottura Raku"), nel 1930;
- Seitō yoroku (製陶余録? lett. "Notizie non ufficiali sulla produzione di porcellana"), nel 1940.

## Letteratura
- Laurance P. Roberts, A Dictionary of Japanese Artists, Weatherhill, Tokyo, 1976, ISBN 0-8348-0113-2;
- Yutaka Tazawa, Biographical Dictionary of Japanese Art, Kodansha International, Tokyo, 1981, ISBN 0-87011-488-3;
- Toshihiko Suzuki, Nihon daihyakka zensho (Denshibukku-han), Shogakukan, 1996.